# Barbara Sweet
Bárbara Bretas Coelho, mais conhecida pelo nome artístico Bárbara Sweet, é uma rapper de Belo Horizonte, Minas Gerais, mais conhecida por participar de duelo de MCs no Viaduto Santa Cruz em São Paulo e no Duelo de MCs no Viaduto Santa Tereza, em Belo Horizonte e pelo seu engajamento no movimento feminista. É parte do coletivo MinaNoMic, que "fomenta a participação das mulheres nesse espaço tão misógino que são as batalhas de rap".
Em 2018 As rappers Lívia Cruz e Bárbara Sweet gravaram um vídeo fazendo comentários sobre o corpo e a aparência de vários rappers. Porém, o que elas disseram sobre DK e Lorde, do grupo ADL (Além da Loucura) chamou a atenção pelo teor racista, Bárbara Sweet pediu desculpas pelo que disse e agradeceu a todas as pessoas que se manifestaram.